# Die Spur des Fremden
Die Spur des Fremden (Alternativtitel: Der Fremde) ist ein US-amerikanischer Film noir aus dem Jahr 1946. Regie führte Orson Welles, der auch eine Hauptrolle übernahm.

## Handlung
Mr. Wilson von der Alliierten Kriegsverbrecherkommission fahndet kurz nach Ende des Zweiten Weltkriegs nach flüchtigen Nationalsozialisten, die nach der Kapitulation Deutschlands im Ausland untergetaucht sein sollen. Einer von ihnen, der Wissenschaftler Franz Kindler, gilt als einer der geistigen Väter der Konzentrationslager und als Erfinder der Gaskammern. Um ihm auf die Spur zu kommen, veranlasst Wilson die Entlassung von dessen ehemaligem Vertrauten Konrad Meinike aus dem Gefängnis in Europa. Er folgt ihm auf seinem Weg über Lateinamerika in die Kleinstadt Harper in Connecticut.
Dort hat sich Kindler nach Kriegsende unter dem Namen Charles Rankin niedergelassen. Er lehrt an der örtlichen Universität als Professor für Geschichte und erfreut sich bei den Einwohnern des Ortes großer Beliebtheit. In seiner Freizeit repariert er dort die kaputte Turmuhr der Kirche.
An seinem Hochzeitstag mit Mary Longstreet, der Tochter des örtlichen Richters, trifft Meinike in Harper ein, um seinen alten Freund aufzusuchen. Seinen Koffer lässt er im Laden von Mr. Potter aufbewahren. Als er bemerkt, dass Wilson ihn beschattet, schlägt er diesen bewusstlos. Nach einer kurzen Begegnung mit Mary trifft sich Meinike mit Rankin in einem nahegelegenen Waldstück. Rankin erkennt, dass er in Meinike – der sich tief religiös gibt und auch ihn zu einem Gesinnungswandel bewegen möchte – keinen Verbündeten mehr hat; er erwürgt ihn als letzten lebenden Zeugen seiner wirklichen Identität. In der irrigen Annahme, dass Wilson von Meinike getötet wurde, verscharrt Rankin Meinikes Leiche im Wald und kehrt in die Stadt zurück.
Doch Wilson erholt sich von dem Schlag auf den Hinterkopf. Er nimmt sich ein Zimmer in der Stadt, gibt sich als Antiquitätenhändler aus und wird von Richter Longstreet zum Abendessen eingeladen. Bei diesem Anlass trifft er auch auf dessen Schwiegersohn Rankin. Da vom gesuchten NS-Verbrecher Kindler keine Fotos existieren, erkennt er diesen nicht. Beim Essen kommt Wilson auch auf die Situation in Nachkriegsdeutschland zu sprechen. Rankin vertritt die Ansicht, die Deutschen seien unmöglich zu demokratisieren, da es nicht ihrer Natur entspräche. Auf den Einwand seines Schwagers Noah, es gebe auch andersdenkende Deutsche wie zum Beispiel Karl Marx, entgegnet er, Marx sei kein Deutscher, sondern Jude gewesen. Diese Aussage weckt Wilsons Misstrauen; er weiht Noah in seinen Verdacht ein und bittet ihn um Unterstützung.
Am nächsten Tag unterhält sich Wilson mit Mr. Potter über den herrenlosen Koffer, den Meinike in Potters Laden zurückgelassen hatte. Mary, die ebenfalls anwesend ist, will von ihrer Begegnung mit Meinike erzählen, von dessen wahrer Identität sie nichts weiß, wird jedoch von Rankin daran gehindert. Er begründet dies später damit, dass der „geheimnisvolle Fremde“ ein Erpresser sei, der ihm ein Verbrechen anhängen wolle.
Als man schließlich Meinikes Leiche im Wald entdeckt, beichtet Rankin seiner Frau den Mord, gibt als Motiv aber die Erpressungsgeschichte an. Mary sagt ihm zwar ihre Unterstützung zu, leidet aber zunehmend unter Angstgefühlen und Panikattacken. Da Rankin befürchtet, sie könne ihn eventuell an die Polizei verraten, um ihr Gewissen zu beruhigen, beschließt er, seine Frau umzubringen. Er sägt eine Sprosse der Kirchturmleiter an und bittet Mary unter einem Vorwand auf die Spitze des Turmes. Da sie verhindert ist, schickt sie an ihrer Stelle ihren Bruder Noah zu dem Treffen. Wilson begleitet ihn. Beim Erklimmen der sabotierten Leiter entgehen die beiden nur knapp einem Absturz in den sicheren Tod.
Währenddessen stellt Rankin zu seinem Entsetzen fest, dass seine Frau noch am Leben ist. Als sie ihm erzählt, sie hätte Noah zu dem Treffen geschickt, offenbart er ihr unvermittelt seine wahren Pläne. Bevor es zu einer Verhaftung durch Wilson kommt, kann Rankin fliehen und sich im Kirchturm verstecken. Dort kommt es schließlich zum Showdown: Mary folgt ihm auf die Kirchturmspitze und kündigt ihm an, ihn nun umzubringen. Als Rankin eine Pistole zückt, um seine Frau zu töten, tritt der im Turm versteckte Wilson in Erscheinung, um Rankin zur Aufgabe zu bewegen. Im folgenden Handgemenge kann sich Mary Rankins Pistole bemächtigen und mehrere Schüsse auf Rankin abgeben. Einer davon verletzt ihn, doch Rankin kann noch auf die Außenseite des Kirchturms fliehen. Dort wird er vom Schwert einer durch die Schüsse in Bewegung gesetzten Uhrenfigur aufgespießt. Er kann zwar das Schwert aus seinem Körper ziehen, verliert anschließend aber das Gleichgewicht und stürzt in die Tiefe.

## Hintergrund
Die Spur des Fremden entstand fünf Jahre nach Welles’ Durchbruch als Regisseur mit Citizen Kane. Optisch steht der Film in einer Reihe mit anderen sogenannten Film noirs der 1940er Jahre, darunter Die Spur des Falken und Goldenes Gift. Einige Stilmittel betreffend, wie z. B. der Erzeugung von Suspense und vereinzelten Handlungselementen, lassen sich auch Parallelen zu den Filmen Alfred Hitchcocks, insbesondere zu Berüchtigt aus dem gleichen Jahr, feststellen.
Die Spur des Fremden gilt als erster Spielfilm, der authentische Aufnahmen aus deutschen Konzentrationslagern zeigte.
Obwohl Welles selbst ihn stets als seinen schlechtesten bezeichnet hat, ist der Film, gemessen an den damaligen Einspielergebnissen, sein kommerziell erfolgreichster. Heute gilt er als Klassiker des amerikanischen Nachkriegskinos und des Film noir.

## Synchronisation
Die deutsche Synchronfassung entstand 1980 in München im Auftrag der ARD.
| Rolle                          | Darsteller         | Synchronsprecher     |
| ------------------------------ | ------------------ | -------------------- |
| Mr. Wilson                     | Edward G. Robinson | Lambert Hamel        |
| Mary Longstreet                | Loretta Young      | Katharina Lopinski   |
| Charles Rankin / Franz Kindler | Orson Welles       | Michael Brennicke    |
| Richter Adam Longstreet        | Philip Merivale    | Til Kiwe             |
| Noah Longstreet                | Richard Long       | Florian Halm         |
| Konrad Meinike                 | Konstantin Shayne  | Kurt E. Ludwig       |
| Mr. Potter, Ladenbesitzer      | Billy House        | Gernot Duda          |
| Dr. Jeffrey Lawrence           | Byron Keith        | Michael Schwarzmaier |
| Sara, Marys Haushälterin       | Martha Wentworth   | Margit Weinert       |
| Pfarrer                        | Neal Dodd          | Thomas Reiner        |

## Kritiken
„Die Spur des Fremden hat immer noch Welles’ visuelle Raffinesse, aber 1946 hatte der Film noir bereits seine Vorliebe für Schatten und Groteskes übernommen. […] Möchtegern-Philosophen, die beim Damespiel mogeln, und Highschool-Schönheiten, die Faschisten heiraten - mit dieser Kleinstadtidylle nimmt Welles David Lynch um Jahrzehnte vorweg.“

„Hinter der recht oberflächlichen und klischeehaften Geschichte ist nur noch wenig von der ursprünglich differenzierten Grundlage erkennbar. Eines der schwächeren Werke von Orson Welles.“

## Auszeichnungen
- 1947: Oscar-Nominierung in der Kategorie Bestes Originaldrehbuch
- 1947: Nominierung für den Goldenen Löwen der Internationalen Filmfestspiele von Venedig